# Ratolí de peus grossos de Petter
El ratolí de peus grossos de Petter (Macrotarsomys petteri) és una espècie de rosegador malgaix del gènere Macrotarsomys. Es tracta de l'espècie més grossa del seu gènere, amb una llargada de cap a gropa de 150 mm i un pes de 105 g. La part dorsal és d'un color marró particularment fosc al mig de l'esquena, mentre que la part ventral va des del blanc fins a un color groguenc. El ratolí de peus grossos de Petter té bigotis llargs, les potes anteriors curtes i les potes posteriors llargues. La punta de la cua presenta una mata prominent de pèls llargs i clars. El crani és robust i les dents molars tenen cúspides i una corona baixa.
Actualment, M. petteri és endèmic del Bosc dels Mikea, al sud-oest de Madagascar, però el registre subfòssil indica que antigament tenia una distribució més extensa al sud de l'illa. El canvi climàtic i la competència amb espècies introduïdes podrien haver-ne reduït la distribució. El Bosc dels Mikea, l'únic lloc on encara se'l pot trobar, està amenaçat per l'activitat humana.

## Taxonomia
El 2003, un equip que duia a terme un inventari biològic del Bosc dels Mikea, una regió boscosa del sud-oest de Madagascar, recollí un sol espècimen de Macrotarsomys, un gènere de rosegadors. Aquest animal resultà ser diferent dels dos representants del gènere coneguts fins aleshores: M. bastardi, que té una àmplia distribució a l'oest de Madagascar, i M. ingens, una espècie més grossa que només es troba al Parc Nacional d'Ankarafantsika. Per consegüent, el 2005 Steven Goodman i Voahangy Soarimalala descrigueren la nova espècie amb el nom de Macrotarsomys petteri. El seu nom específic, petteri, fou escollit en honor del zoòleg francès Francis Petter per la seva contribució a l'estudi dels rosegadors malgaixos. M. petteri és l'espècie més grossa del seu gènere i s'assembla particularment a M. ingens, que podria ser el seu parent més proper.

## Descripció
El ratolí de peus grossos de Petter és un rosegador terrestre amb les potes anteriors curtes i les potes posteriors llargues. Amb una llargada de cap a gropa de 150 mm i un pes de 105 g en l'únic espècimen complet conegut, és molt més gros que M. bastardi i té unes dimensions similars o superiors a les de M. ingens. Les parts dorsals són cobertes per un pelatge marró, suau i curt. La majoria de pèls de cobertura (la part principal del pelatge) tenen els dos terços inferiors de color marró fosc, una part de color marró clar i la punta de color marró fosc. El centre de l'esquena és més fosc perquè els seus pèls de cobertura són completament de color marró fosc. Els pèls fan 6-8 mm de llargada a les espatlles i 7-9 mm a l'esquena. Els pèls de guàrdia són grisos. L'absència de pèls de cobertura completament foscos als flancs fa que siguin un xic més clars que la resta de la part superior del cos. Contrasten clarament amb la part superior, que és totalment blanca o blanquinosa. Les vibrisses mistacials (o «bigotis») arriben a fer 60 mm de llargada i són de color blanc o negre. Les orelles, que són de color marró fosc i estan cobertes de pèls grisos i prims, mesuren 32 mm.
Les potes posteriors fan 37 mm. La part superior dels peus és coberta per un pelatge de color blanc grisenc que s'estén al voltant de les urpes i forma flocs unguials. El cinquè dit de les potes posteriors és relativament curt, amb una llargada de 6 mm, mentre que l'hàl·lux fa 8 mm i els altres dits entre 11 i 12 mm. M. petteri té una cua parcialment nua que mesura 238 mm de llargada. La base de la cua és de color marró fosc tant a la part superior com a la inferior, però aquesta última és més clara. La part superior és de color marró fosc en gairebé tota la seva extensió, encara que es va aclarint cap a la cua, mentre que la inferior esdevé clapejada a uns 55 mm de la punta i blanquinosa a uns 65 mm. M. petteri té un floc ben desenvolupat a la punta de la cua que es compon de pèls blanquinosos i uns quants pèls dispersos de color marró clar. Aquest floc comença a uns 130 mm de la base amb pèls bastant curts i esdevé més pronunciada a 180 mm. M. ingens, en canvi, té un floc que és més petit i de color més fosc.
El ratolí de peus grossos de Petter té el crani gros i robust, amb arcs zigomàtics ben desenvolupats. La regió interorbitària del crani és llisa, igual que en M. ingens, i manca de les prestatgeries típiques de M. bastardi. El paladar és ample i els forats incisius són llargs i amples. En el maxil·lar inferior, l'arrel de la incisiva es troba en una projecció capsular (una protuberància situada al darrere de la mandíbula). La cresta massetèrica inferior és prominent. Les molars presenten cúspides i tenen les corones baixes, com és habitual en el gènere Macrotarsomys.

## Distribució i història natural
L'únic espècimen vivent conegut, un mascle adult jove, fou recollit a una altitud de 80 m al bosc d'Andaladomo (part del Bosc dels Mikea). El bosc d'Andaladomo té una vegetació diferent de la de la resta del Bosc dels Mikea i s'assembla als boscos ubicats més al nord de Maagascar. L'animal fou trobat en un fragment aïllat de bosc caducifoli sec en mig de terres desforestades per fer lloc a camps de blat de moro. Els investigadors pararen una trampa a la base d'un arbre envoltat d'arbustos i plantes suculentes. Entre els altres mamífers petits que s'han observat al Bosc dels Mikea hi ha M. bastardi, la rata negra (Rattus rattus), que és una espècie introduïda, diverses espècies de tenrecs i la musaranya Suncus madagascariensis.Goodman i Soarimalala només capturaren un exemplar de M. petteri tot i haver-hi invertit un total de 3.100 nits-trampa, però argüeixen que això no significa necessàriament que sigui una espècie rara, car les taxes de captura de rosegadors dels boscos secs de Madagascar solen variar segons l'any i l'estació. No se sap res del seu comportament, però la seva morfologia suggereix que viu a terra.
Després del descobriment de l'espècie al Bosc dels Mikea, també es trobaren restes subfòssils de M. petteri en dipòsits de coves d'Andrahomana, a l'extrem sud-oriental de Madagascar. La troballa es feu pública el 2006. El ratolí de peus grossos de Petter hi fou trobat juntament amb restes més abundants de la rata negra i el ratolí comú (Mus musculus), així com rosegadors indígenes com ara M. bastardi. La datació per radiocarboni revelà que dos ossos de M. petteri dataven del 790-410 aC I el 150-390 dC, respectivament, un període durant el qual el clima local esdevingué més sec i es produí l'arribada dels primers humans. Es creu que les espècies de Macrotarsomys fan els caus en sòls sorrencs i que no entren en coves, de manera que les restes subfòssils probablement són les restes d'animals consumits per aus rapinyaires. Encara que M. petteri podria sobreviure a les zones humides que queden al sud-est de Madagascar, les cerques dutes a terme a dues localitats properes a Andrahomana no pogueren confirmar-n'hi la presència. La dessecació del clima i la competència amb la rata negra podrien haver provocat l'extinció de M. petteri en aquesta regió.
El 2009 es trobaren espècimens de M. petteri a la cova d'Ankilielo, al sud-oest de Madagascar. Anteriorment s'havien descobert restes d'un Macrotarsomys gros en altres localitats del sud de Madagascar i almenys algunes d'elles podrien ser de M. petteri. Un dipòsit càrstic proper al Llac Tsimanampetsotsa (que data del Pliocè superior o el Plistocè inferior) contenia tres espècies de Macrotarsomys, incloent-n'hi una de ben grossa que podria ser M. petteri. Unes restes trobades en una cova d'Ankazoabo, al sud de Madagascar, s'han identificat com a M. ingens, però podrien correspondre a M. petteri.

## Estat de conservació
La Llista Vermella de la UICN classifica el ratolí de peus grossos de Petter com una espècie amb «dades insuficients», però comenta que és molt probable que l'espècie passi a considerar-se amenaçada si la seva distribució actual es limita a la vegetació primària del Bosc dels Mikea. Aquest bosc és un dels més grossos que queden al sud-oest de Madagascar, però com que no és una zona protegida està amenaçat per la tala d'arbres, el pasturatge i la transformació del terreny per a usos agrícoles.